# Tenitramina
La  Tenitramina  è un principio attivo di indicazione specifica per il trattamento delle forme di angina pectoris.

## Indicazioni
È utilizzata come medicinale in cardiologia per la profilassi e per il trattamento delle forme di angina pectoris, inoltre è somministrata per contrastare l'insufficienza cardiaca.

## Controindicazioni
Ipersensibilità specifica ai nitrati in genere, ipotensione, ipovolemia, stenosi aortica, stenosi mitralica, tamponamento cardiaco, anemia. Non assumere alcolici durante il periodo di trattamento.

## Dosaggi
Da consultare il cardiologo per la posologia.

## Farmacodinamica
I nitrati hanno un effetto di rilassamento della muscolatura liscia, se la somministrazione è a basso dosaggio sono le vene a subire la dilatazione maggiore (rispetto a quella delle arterie)
Con dosi più elevate si può assistere alla diminuzione della pressione (sistolica e diastolica) e conseguentemente anche la gittata cardiaca. Brunton fu il primo a comprendere che ciò portava alla diminuzione del dolore toracico (l'angina pectoris), ma dosi ancora più elevate possono al contrario compromettere la perfusione coronarica.

## Effetti indesiderati
Alcuni degli effetti indesiderati sono cefalea, vertigini, nausea, vomito, ipotensione, rash, tachicardia.